# Sinaptogènesi
La sinaptogènesi és la formació de la sinapsi. Malgrat que es produeix al llarg de tota la vida és particularment important una explosió formadora es produeix durant el desenvolupament primerenc del cervell.

## Etapes
Primer ha d'haver un reconeixement per part de les terminacionss àxonals de les cèl·lules amb les quals s'ha de fer la unió. Gràcies a un gradient molécular i a factors atractius secretats per les cèl·lules, els àxons són guiats en els seus moviments per trobar la seva cèl·lula objectiu.
En una segona etapa, cal estblir un contacte presinàptic on el filipode contacta amb la cèl·lula objectiu. En postsinapsi, un proteoglicà, l'agrina, permet la diferenciació de la unió neuromuscular però també el creixement axonal de la neurona, serà sintetitzada i secretada pel con de creixement nerviós, que permetrà que la cèl·lula axó-diana ds'uneixi. A partir de llavors, hi haurà consolidació i síntesi de diversos compostos de la matriu extracel·lular, reformació de citoesquelet i la formació dels receptors colinèrgics específics en la unió neuromuscular.
Finalment, l'esquerda sináptica s'individualitza a causa d'un plegament de la membrana postsinàptica; els receptors colinèrgics estaran a la part superior dels plecs.
Finalment, una remodelació de les connexions sinàptiques s'establirà per eleminació de les sinapsis redundants i l'eliminació dels aferents aberrants. Al mateix temps, es farà una restricció (per al control) de la multi-innervació.